# 鎌田紗綾
鎌田 紗綾（かまた さや、1988年11月27日 - ）は、ぐっどもーにんぐ所属のフリーアナウンサー。元富山テレビ放送のアナウンサー。愛称は、さぁや、さぁやんなど。

## 略歴
- 青森県弘前市出身。東奥義塾高等学校、青山学院大学文学部卒業。2011年、富山テレビに入社。
- 入社してまもなくYouドキッ!たいむ街角中継を担当。
- 2008年度ミスねぶたグランプリ。
- 第28回FNSアナウンス大賞　新人部門で奨励賞を受賞。
- 2016年10月をもって富山テレビを退社。

## 担当・出演番組
放送局名がないものは富山テレビの番組。
- Youドキッ!たいむ
- BBTチャンネル8
- 富山いかがdeSHOW
- 元気とやまみんなのクイズ
- 8カフェフライデー（2014年4月 - 2015年9月[1]、FMとやま）

## 関連人物
- 大木文香（元北陸放送アナウンサー）学生時代からの友人[2]